# Reinhardella euxinica
Genre
Espèce
Reinhardella euxinica, unique représentant du genre Reinhardella, est une espèce de kinorhynches de la famille des Centroderidae qui se rencontre en mer Noire.

## Systématique
Le genre Reinhardella et l'espèce Reinhardella euxinica ont été décrits en 1974 par le biologiste russe Alexander Mikhailovich Cheremetievski (d) (1941-2005).
Pour le WoRMS et Catalogue of Life, ce taxon est invalide et considéré comme synonyme de Centroderes spinosus (Reinhard, 1881).

## Étymologie
De toute évidence, le nom du genre Reinhardella a été choisi en l'honneur du biologiste russe Vladimir Vasilyevich Reinhard (d) (né dans les années 1850, mort en 1912).

## Publication originale
- (ru) Sheremetevsky, A.M., 1974 : « Kynorhyncha of the Black Sea ». Zoologichesky Zhurnal, vol. 53, n. 7, p. 974-987.